# Altmark (Germania)

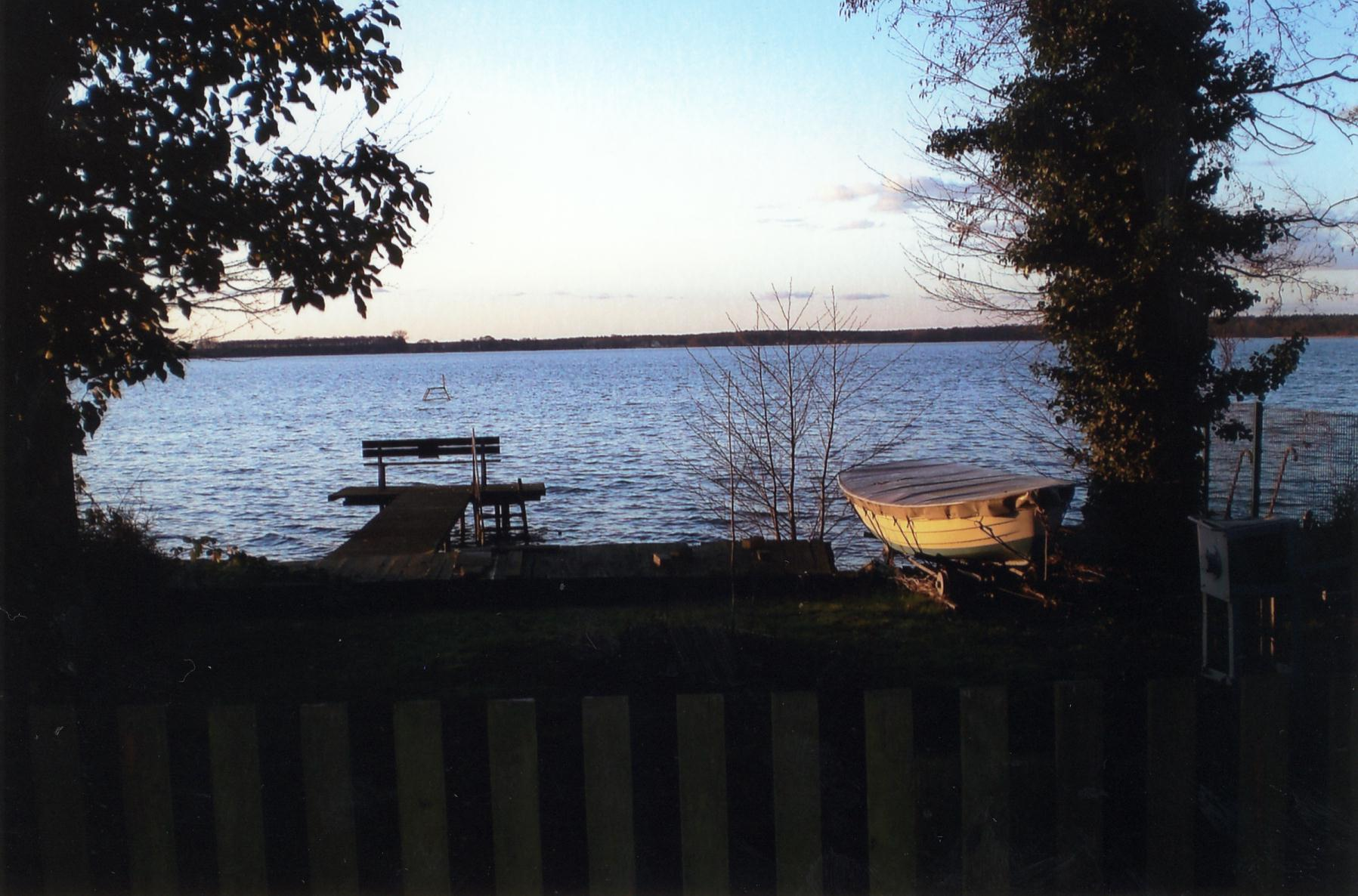
Il lago di Arendsee

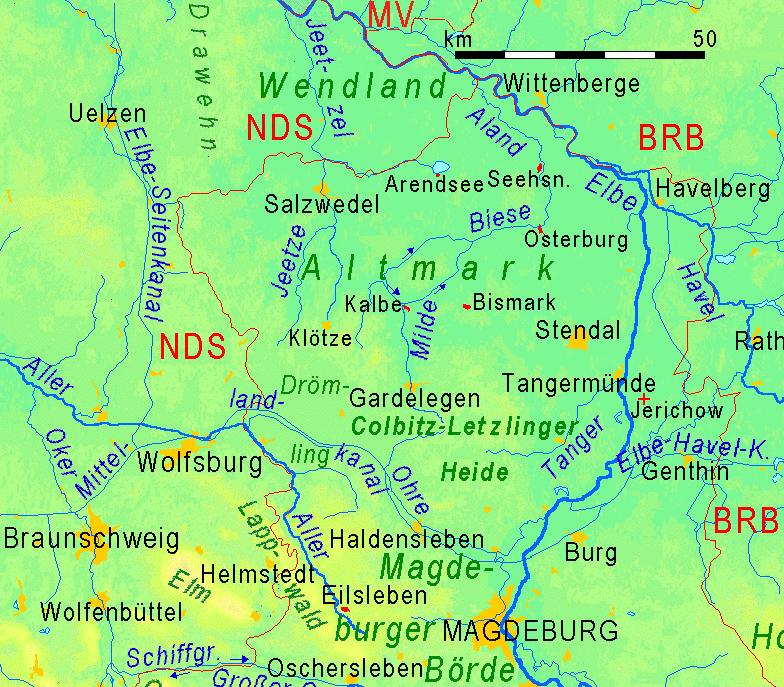
Carta topografica dell'Altmark (NDS = Bassa Sassonia, BRB = Brandeburgo)

L'Altmark (in italiano Vecchiamarca) è una regione storica della Germania oggi situata nel Land Sassonia-Anhalt. Si estende dal territorio del Drawehn a ovest fino al fiume Elba a est; è delimitata a sud dalla pianura di Magdeburgo e a nord dal Wendland. Il nome Altmark appare per la prima volta nel 1304 (Antiqua Marchia, ossia "antico confine") e si riferisce alla sua importanza come area di origine della Marca di Brandeburgo, territorio del Sacro Romano Impero, tanto da essere considerata "culla del Brandeburgo" o addirittura (a detta di Otto von Bismarck) "culla della Prussia". Fin dalle origini, quindi, l'Altmark appartenne a questo margraviato e di conseguenza allo Stato prussiano. La regione è oggi suddivisa nei circondari di Altmarkkreis Salzwedel e di Stendal. Dal momento che quest'ultimo comprende anche zone a est dell'Elba, queste sono storicamente appartenenti ai circondari di Jerichow e Prignitz, occasionalmente considerati come Altmark.

## Geografia

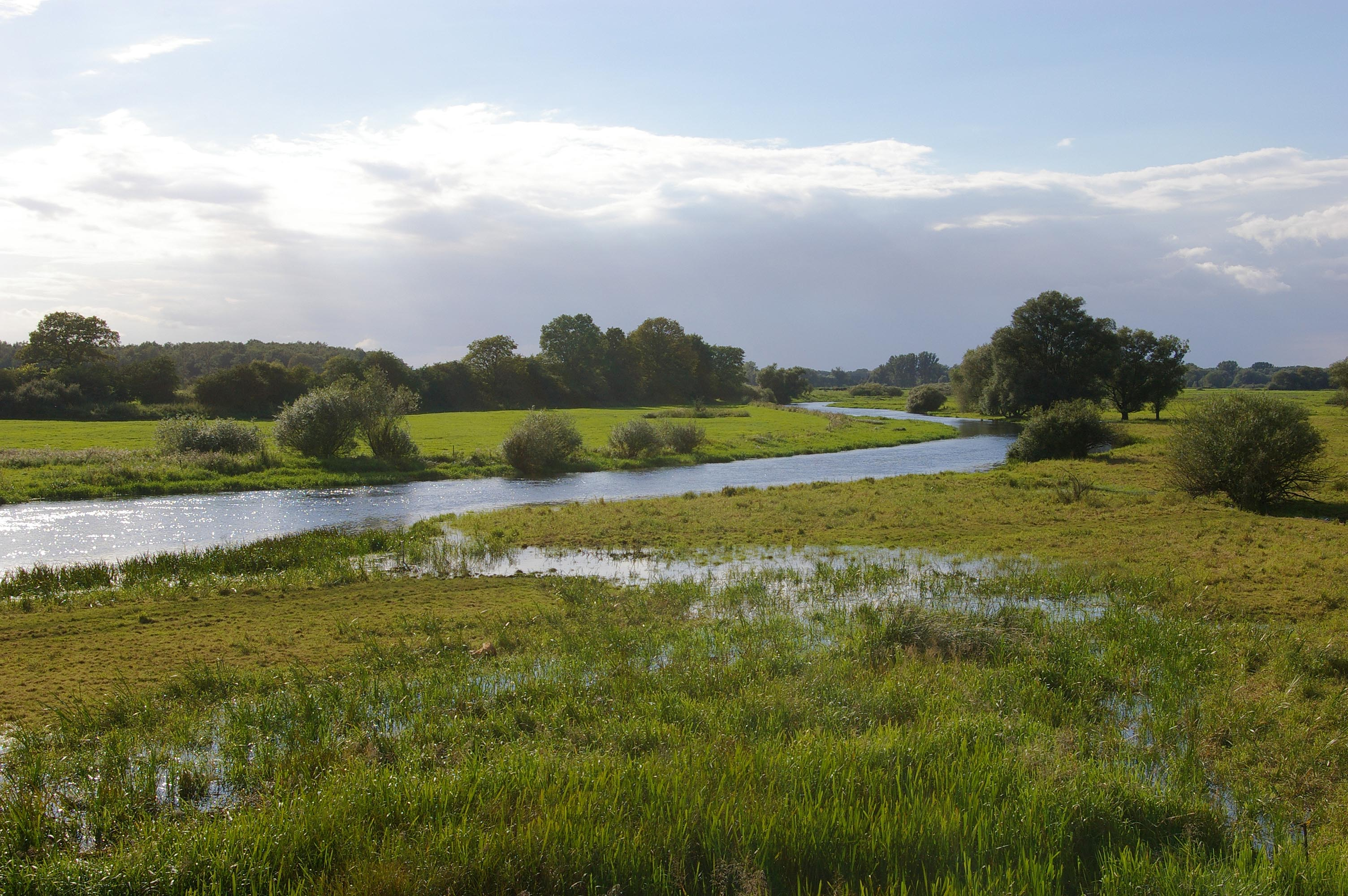
Una golena dell'Altmark vicino a Wanzer

L'Altmark comprende il nord della Sassonia-Anhalt, parte della pianura della Germania settentrionale. La regione è attraversata dall'Elba, sulla quale confluisce la Havel ad Havelberg, dai suoi affluenti di sinistra del sistema Milde-Biese-Aland, nonché dal fiume Jeetzel. Il più grande lago naturale dell'Altmark è quello di Arendsee. I laghi naturali più piccoli, come il Kamernsche See, sono situati principalmente lungo l'Elba e sono per lo più suoi antichi affluenti. La regione, che comprende uno dei più antichi paesaggi tedeschi coltivabili, è costituita da terreni agricoli e pianure naturali, con boschi di querce e faggi, o lande come la brughiera di Colbitz-Letzlinger. La quota più elevata si trova nell'Hellberge (quasi 160 metri). La copertura del suolo è caratterizzata da un forte intreccio di terreni agricoli e foreste, per cui predomina la terra arativa, salvo nella zona tra il lago di Arendsee e Osterburg, adibita a foresta. Si estendono vaste aree boschive anche nella brughiera, spopolata perché destinata ad uso militare, di Colbitz-Letzlinger. Per la presenza di substrati sabbiosi e argillosi, la produttività del suolo varia da sterile ad estremamente fertile (seminativi).

## Storia

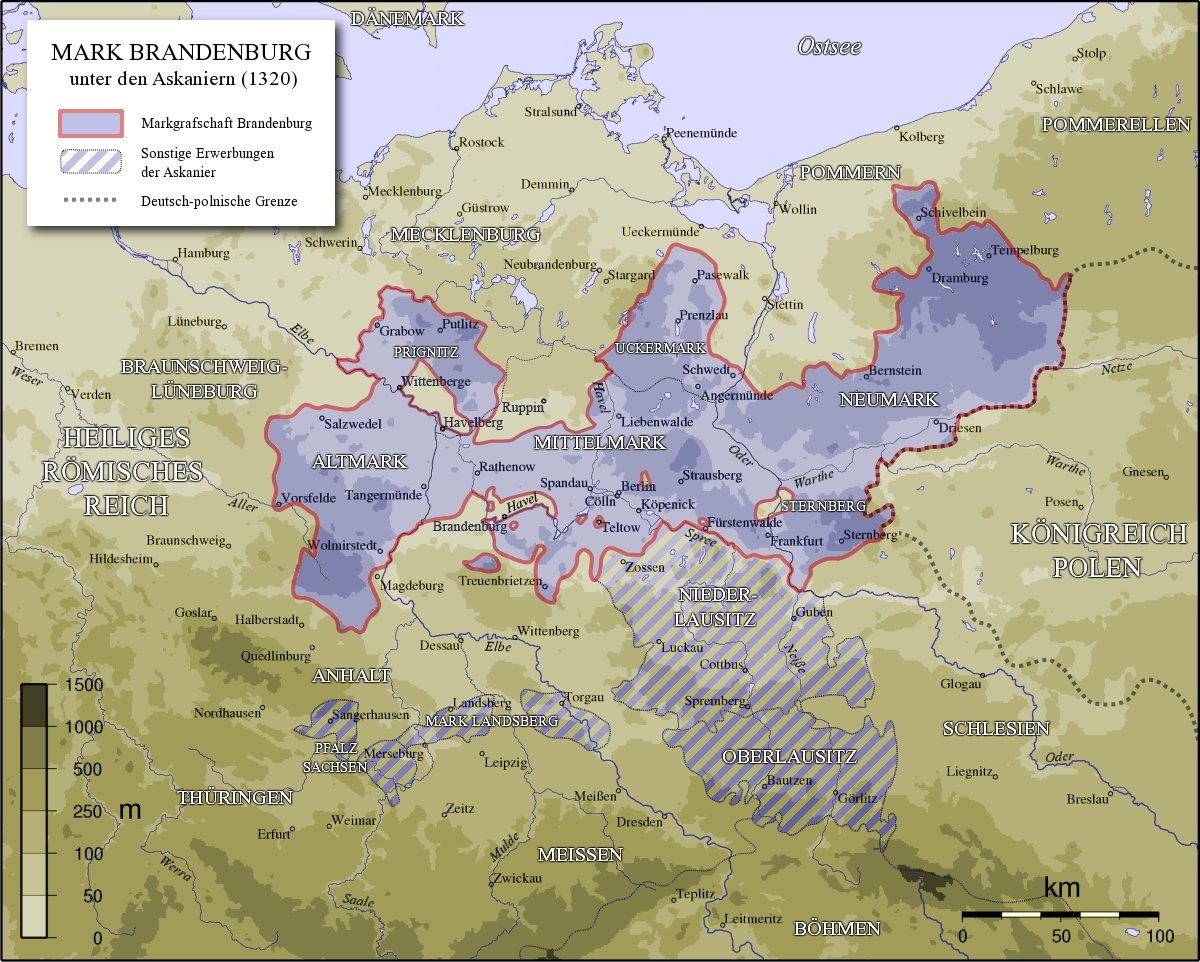
La marca di Brandeburgo all'epoca degli Ascanidi (1320), con l'Altmark a ovest del Mittelmark

All'epoca delle migrazioni di popoli, dal 300 al 700 d.C. nella futura Altmark si erano insediati i Longobardi. Successivamente antiche tribù germaniche di Sassoni si stanziarono nei territori occidentali, mentre Slavi Polabi in quelli orientali lungo l'Elba. Dopo le guerre sassoni, intraprese da Carlo Magno dal 772 al 804, la regione divenne parte dell'Impero carolingio, per l'esattezza del territorio dell'Ostfalia, inglobato nel ducato di Sassonia, che dal 843 in poi costituiva la frontiera orientale della regno dei Franchi Orientali sotto Ludovico il Germanico. I vescovi di Verden e Halberstadt promossero la cristianizzazione della popolazione. Nel 936 il re tedesco Ottone I assegnò il territorio del futuro Altmark al conte sassone Gero I per sottomettere le truppe slave occidentali insediate lungo l'Elba. Da allora Gero I condusse una campagna nelle terre slave oltre il fiume Elba e successivamente stabilì la Marca Geronensis sassone, che si estendeva a est fino all'Oder. Alla sua morte (965) la sua marca venne divisa e la parte settentrionale fu concessa a Dietrich di Haldensleben, il quale tuttavia si rivelò un sovrano inetto e perse tutti i territori ad est dell'Elba durante la rivolta slava del 983. A partire dall'anno suddetto i Sassoni controllavano solo la zona dell'Elba occidentale del Nordmark, che in seguito venne designato Altmark. Nel 1056 questa porzione di Nordmark fu trasferita al conte di Stade Udone I, i cui discendenti si chiamavano Udonidi. L'imperatore Lotario III di Supplimburgo, non avendo successori, nel 1134 conferì il Nordmark al conte ascanide Alberto I di Brandeburgo. Questi firmò un contratto di successione con Pribislav, principe degli slavi Evelli, e nel 1150 gli succedette nel suo territorio orientale intorno alla fortezza di Brandeburgo sulla Havel, che diventò il nucleo dell'appena sorto Margraviato di Brandeburgo nel 1157. 
Dopo l'estinzione della famiglia suddetta, che nel secolo XIII si espanse annettendo nuovi territori (Mittelmark e Neumark) oltre il fiume Oder, nel 1304 il territorio occidentale della marca settentrionale iniziò ad essere chiamato "antica marca", cioè Altmark. Nel 1324 l'Altmark venne governato dai casati di Wittelsbach e di Lussemburgo; dal 1356 vi regnò Carlo IV. Dopo quasi un secolo di disordini, nel 1415 l'elettore Federico di Hohenzollern-Hechingen si impossessò dell'Elettorato di Brandeburgo e dell'Altmark, quindi divenne parte del Brandeburgo-Prussia, infine (dal 1701) del Regno di Prussia, allorché l'Altmark fu suddiviso in sei circondari: di Tangermünde, Arneburg, Seehausen, Stendal, Arendsee e Salzwedel. 
Dopo la sconfitta della Prussia nel 1806 durante le guerre napoleoniche, i termini della Pace di Tilsit (1807) assegnarono il territorio dell'Altmark al Regno di Westfalia. La Prussia riconquistò la regione dopo la sconfitta di Napoleone, tuttavia la separazione dal Brandeburgo continuò: nel 1815, infatti, dopo il Congresso di Vienna, l'Altmark venne annesso alla nuova provincia prussiana della Sassonia e suddiviso nei distretti di Salzwedel, Gardelegen, Osterburg e Stendal, tutti amministrati dal distretto governativo di Magdeburgo. 
Dopo la Seconda guerra mondiale, l'Altmark fu dapprima parte integrante del Land Sassonia-Anhalt nella zona di occupazione sovietica, poi, in seguito alla riforma amministrativa varata dalla DDR (1952−1990), del distretto di Magdeburgo, infine dal 3 ottobre 1990 (riunificazione tedesca) nuovamente del Land Sassonia-Anhalt.

## Infrastrutture

### Stradali
Attualmente non ci sono autostrade federali che passino per la regione. Tuttavia è in fase di pianificazione l'estensione della A14 da Magdeburgo a Schwerin attraverso Stendal e Wittenberge. È in corso un dibattito sulla nuova infrastruttura. L'Altmark risulta invece collegato da diverse strade federali: 
- B71 da Uelzen a Magdeburgo attraverso Salzwedel e Gardelegen
- B107 da Havelberg a Genthin attraverso Schönhausen
- B188 da Wolfsburg a Friesack attraverso Oebisfelde-Weferlingen, Gardelegen, Stendal, Tangermünde, Wust-Fischbeck, Rathenow
- B189 da Wittenberge a Magdeburgo attraverso Seehausen (Altmark) e Stendal
- B248 da Wolfsburg a Lüchow attraverso Salzwedel.

### Ferroviarie

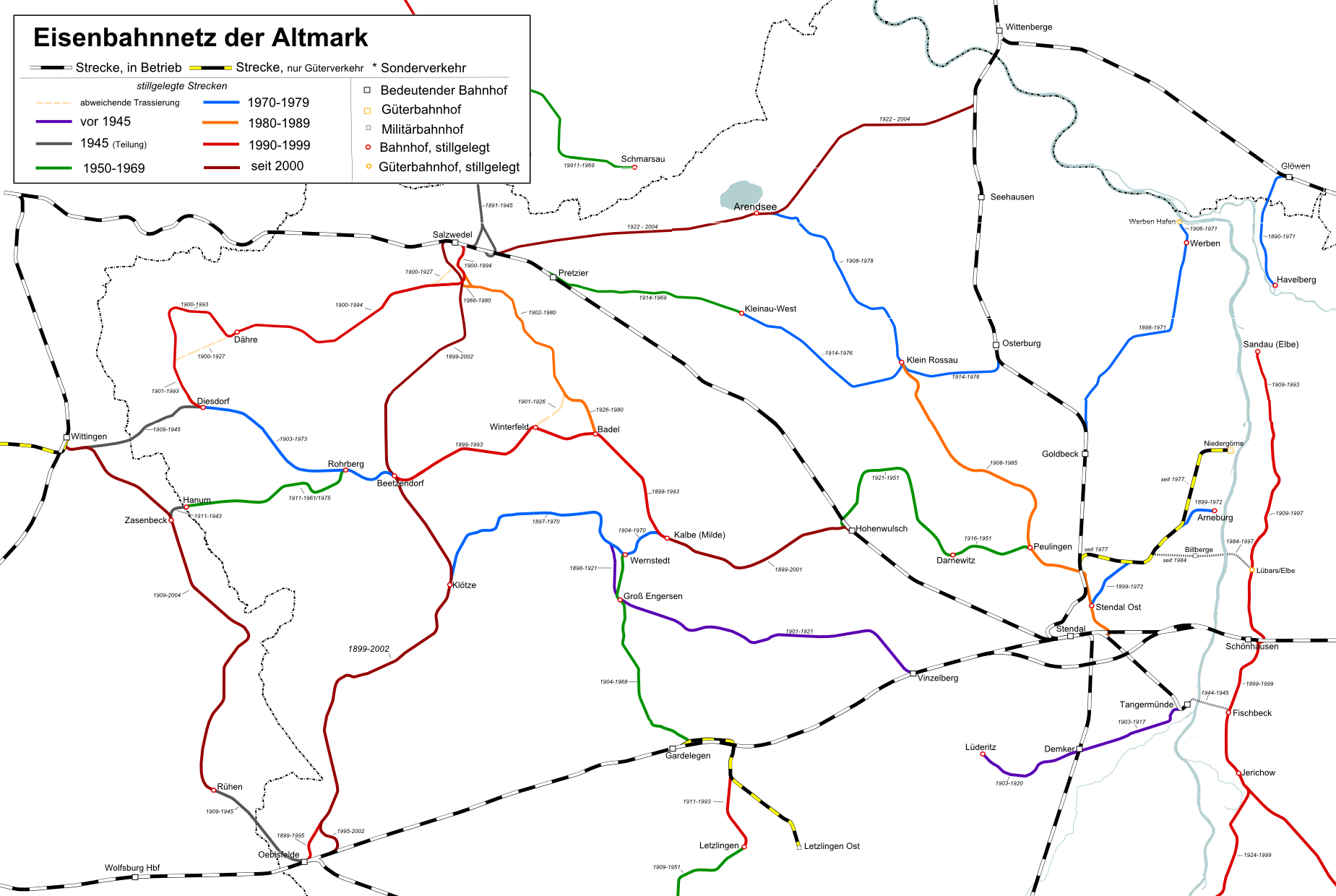
La rete ferroviaria nell'Altmark (la maggior parte delle linee non è più in funzione)

Diverse linee ferroviarie passano per l'Altmark. Le prime tre elencate sono di importanza nazionale e operano nel trasporto di passeggeri e merci, la quarta solo nel trasporto passeggeri, la quinta (dal 2010) solo nel trasporto merci.
- Uelzen−Salzwedel−Stendal−Magdeburgo
- Hannover−Gardelegen−Stendal−Berlino
- Magdeburgo−Stendal−Wittenberge
- Stendal−Tangermünde
- Stendal−Niedergörne

In passato l'Altmark era attraversato da una fitta rete di linee secondarie, che servivano principalmente al raccolto di prodotti agricoli. Tra queste l'Altmärkische Kleinbahn, la Salzwedeler Kleinbahnen e la Stendaler Kleinbahn, la linea ferroviaria Oebisfelde-Salzwedel, oltre alla stazione Salzwedel-Geestgottberg, utilizzata fino al 2004.

### Fluviali
Il traffico navale si svolge lungo l'Elba e, nell'Altmark sudoccidentale, lungo il Mittellandkanal.

## Città e comuni

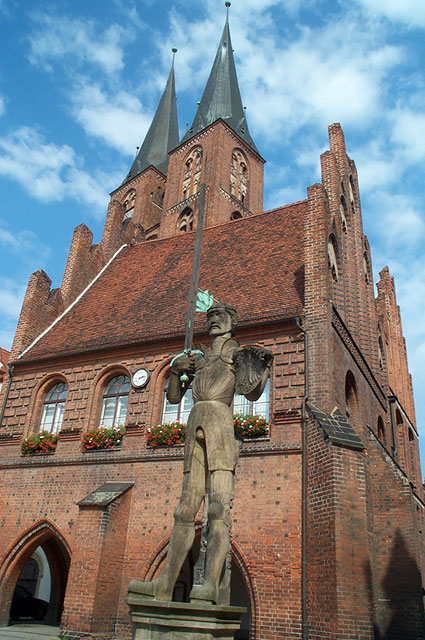
La statua di Rolando a Stendal

- Arendsee
- Beetzendorf
- Bismark
- Diesdorf
- Gardelegen
- Havelberg
- Kalbe (Milde)
- Klötze
- Oebisfelde-Weferlingen
- Osterburg
- Salzwedel
- Seehausen
- Stendal
- Tangerhütte
- Tangermünde